# پیریتوس ۲۶۷۶۳
سیارک ۲۶۷۶۳ (به انگلیسی: 26763 Peirithoos، نامگذاری:2706P-L) بیست و شش هزار و هفتصد و شصت و سومین سیارک کشف شده‌است که در ۲۴ سپتامبر ۱۹۶۰ کشف شد.